# Denis Zovko
Denis Zovko (* 20. Februar 1975 in Mostar, Jugoslawien) ist ein ehemaliger kroatischer Fußballspieler und jetziger Trainer.

## Karriere als Spieler
Denis Zovko spielte in der Saison 1990/91 für HSK Zrinjski Mostar in der 1. jugoslawischen Liga, ab 1991/92 in der Premijer Liga. 1993 wechselte Denis Zovko zu Dinamo Zagreb und später zu Inter Zaprešić. 1996/97 kehrte er für eine Saison zum HSK Zrinjski Mostar zurück, bevor er 1997 zur SK Vorwärts Steyr in die österreichische Bundesliga. Nach 3 Jahren ging Zovko nach Russland, zu der 2. Mannschaft von Torpedo Moskau. Dort beendete er seine Karriere als Aktiver.

## Karriere als Trainer
Nach seinem Rücktritt war Denis Zovko in verschiedenen Positionen (u. a. Taktik-, Technik- und Co-Trainer) bei HSK Zrinjski Mostar tätig.